# Lhuntse

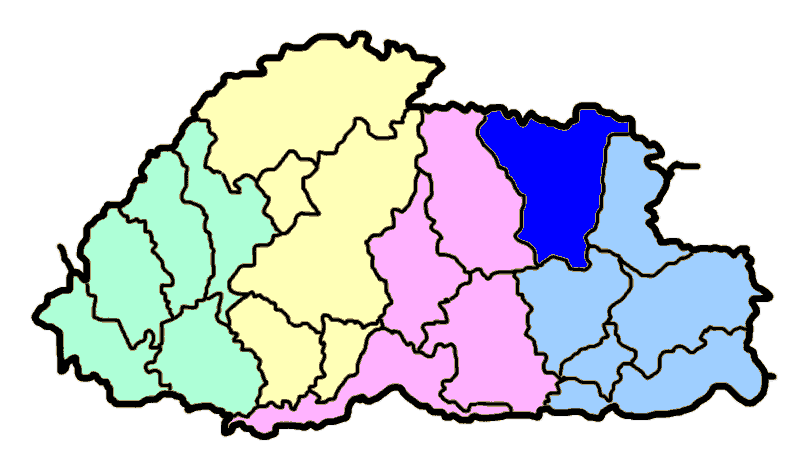
Localização de Lhuntse no Butão (azul destacado)

Lhuntse (Djongkha: ལྷུན་རྩེ་རྫོང་ཁག་) é um dos 20 distritos do Butão.